# (6694) 1986 PF
A (6694) 1986 PF a Naprendszer kisbolygóövében található aszteroida. AZ INAS kutatóintézet fedezte fel 1986. augusztus 4-én.